# Éforo el Joven
Éforo el Joven (en griego antiguo: Ἔφορος; siglo III, natural de Cime en Eolia, Asia Menor), fue un historiador de la Antigua Grecia de finales de la Antigüedad. Se le llama «el Joven» para distinguirlo de Éforo, su colega más antiguo de la misma ciudad.
Solo Suda menciona a Éforo el Joven, y según esta escribió una historia de Galieno en 22 libros, una obra sobre Corinto, otra sobre los Aleuadas y algunas otras. Hay que tener en cuenta que el nombre de Galieno solo es una enmienda de Raffaele Maffei, porque la lectura habitual de Suda es, en griego antiguo: Γαληνοῦ Galênou.